# Pavel Nikolaïevitch Ignatiev
Pour les autres membres de la famille, voir Famille Ignatiev.
Comte Pavel Nikolaïevitch Ignatiev, en russe : граф Павел Николаевич Игнатьев, est né le 18 juin 1797 et mort le 1er janvier 1880 Saint-Pétersbourg.
Homme politique et général russe, il fut général d'infanterie, membre du Conseil d'État (1852), gouverneur général de guerre de Saint-Pétersbourg du 28 décembre 1854 au 16 novembre 1861, président du Conseil des ministres (1872).

## Famille
Fils de Nikolaï Ivanovitch Ignatiev (1747-1800) et de son épouse Nadejda Iegorovna Izvekova. (fille de Iegor Izvekov),
Pavel Nikolaïevitch Ignatiev épousa Maria Ivanovna Maltsova (1808-1897).
Six enfants naquirent de cette union :
- Nadejda Pavlovna Ignatieva : (1828-1877).
- kapitolina Pavlovna Ignatieva : (1829-1882).
- Nikolaï Pavlovitch Ignatiev
- Olga Pavlovna Ignatieva : (1837-?), elle épousa le lieutenant-général Zourov.
- Alexeï Pavlovitch Ignatiev
- Pavel Pavlovitch Ignatiev : (1849-1886)[4].

## Évolution de la carrière militaire
- 1814 : Lieutenant.
- Capitaine.
- 1825 : Major.
- 1828 : Colonel.
- 1835 : Major-général
- 1846 : Adjudant-général.
- 1859 : Lieutenant-général.
- 1859 : Général d'infanterie[5].

## Biographie
Le comte Pavel Nikolaïevitch Ignatiev était issu d'une famille de la noblesse russe, il eut pour ascendant Fiodor Akinfovitch Biakont
Pavel Nikolaïevitch Ignatiev étudia à l'Université de Moscou et obtint son diplôme en 1814.

### Carrière militaire
En 1814, le jeune Ignatiev s'engagea comme volontaire dans le Régiment de la Garde Préobrajenski. En 1814, ce fut au grade lieutenant, qu'il fit son entrée à Paris.
Selon son épouse, il livra ses souvenirs à son petit-fils, le comte Alexeï Alexeïevitch Ignatiev. En décembre 1825, Pavel Nikolaïevitch partagea les idées des Décabristes. Toutefois, la veille de cette tentative de Coup d'État, le jeune Ignatiev s'entretint avec sa mère, celle-ci lui conseilla la prudence et le pria de ne tenter aucun geste de révolte contre le pouvoir. La première unité militaire présente sur la place du Sénat de Saint-Pétersbourg fut le Régiment de la Garde Préobrajenski. Ce 14 décembre 1825, le capitaine Ignatiev commandait l'une des compagnies de ce régiment. Suivant les conseils de sa mère, il refusa de participer à cette révolte ouverte contre l'autocratie. Nicolas Ier de Russie s'adressant au comte Ignatiev lui dit ses paroles : « Félicitations adjudant ! »
Il prit part à la guerre russo-turque de 1828-1829. En 1834, Nicolas Ier le nomma à la tête de l'École du Corps des pages (institution réservée aux enfants d'aristocrates afin de les préparer à une carrière militaire), il remplit ces fonctions jusqu'en 1846. Pendant cette période, il fut également directeur de gestion des établissements d'enseignement militaire (1842-1843). Le 4 décembre 1843, il reçut l'Ordre de Saint-Georges (4e classe)  (no 6910 sur la liste des membres de l'Ordre de Saint-Georges) En 1848, le tsar le nomma doyen de l'Académie de médecine et de chirurgie (devenant en 1850 l'un de ses membres honoraires). En 1846, il fut élevé au grade d'adjudant-général  et en 1859 général d'infanterie.

### Carrière politique

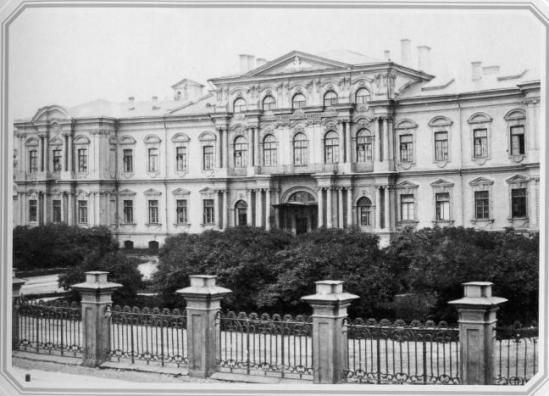
Ancien palais Vorontsov à Saint-Pétersbourg édifice abritant le Corps des Pages.

En 1852, Pavel Nikolaïevitch Ignatiev fut admis au Conseil d'État. Le 28 décembre 1854, Nicolas Ier le nomma gouverneur général militaire de Saint-Pétersbourg, il demeura à ce poste jusqu'au 16 novembre 1861. Pendant cette période, il remplit également les fonctions de Président du Conseil d'administration de l'assistance publique de Saint-Pétersbourg. Lors des émeutes estudiantines de 1861, il fut pour l'application de mesures très strictes « quand il ordonna de mettre des troupes et des forces de police dans l'université et d'exécuter des arrestations massives des fauteurs de troubles », cette position ferme ne fit qu'aggraver l'atmosphère déjà très tendue, cette rigueur lui valut son renvoi. En 1864, il présida la Commission des pétitions. en 1872, il dirigea la commission chargée des festivités pour le bicentenaire de la naissance de Pierre le Grand. La même année, Alexandre II le nomma Président du Conseil des ministres. En 1856, il fut admis comme membre de la Société philanthropique impériale (organisme venant en aide aux pauvres par des dons privés) En 1877, le tsar l'éleva au rang de comte d'Empire.

### Décès et inhumation
Pavel Nikolaïevitch Ignatiev décéda en 1879 à Saint-Pétersbourg, il fut inhumé dans la crypte de la Laure de la Trinité-Saint-Serge à Saint-Pétersbourg, sa tombe ne fut pas conservée.

## Descendance
Pavel Nikolaïevitch Ignatiev est le père de Nicolas Pavlovitch Ignatiev et le grand-père du ministre de l'Instruction publique sous le règne de Nicolas II, le comte Nicolas Nicolaïevitch Ignatiev.

## Distinction
- 4 décembre 1843 : Ordre de Saint-Georges (4e classe).